# Державинка
Державинка (рос. Державинка) — село у Серишевському районі Амурської області Російської Федерації. Розташоване на території українського історичного та етнічного краю Зелений Клин.
Входить до складу муніципального утворення Сосновська сільська рада. Населення становить 118 осіб (2018).

## Історія
З 1932 року село ввійшло до складу новоутвореної Амурської області. Від 1935 року у складі Білоногівського району, невдовзі перейменованого на Серишевський.
З 1 січня 2006 року входить до складу муніципального утворення Сосновська сільрада.